# Francisco Javier Lampillas
Francisco Javier Lampillas (ou Llampillas), né le 1er décembre 1731 à Mataró, près de Barcelone (Espagne), et décédé le 2 aout 1810 à Sestri Levante (Italie), est un prêtre jésuite espagnol.  Exilé en Italie lorsque les Jésuites espagnols furent bannis de leur pays (1767) il devint un polémiste attaquant la 'décadence de la culture et littérature italienne'.

## Biographie
Francisco Javier Lampillas naquit à Mataró en 1731. Entré en 1748 au noviciat jésuite de Tarragone, il occupait la chaire des belles-lettres au collège de Séville (Espagne) lorsque son Ordre fut banni d'Espagne (1767). Il se retira en exil en Italie avec ses compagnons d’infortune, et fixa son domicile à Gênes, où il se livra à l’étude de la langue et de la littérature italiennes.

### Controversiste
Dans l'entretemps la Compagnie de Jésus fut universellement supprimée par Clément XIV (1773). Peu après Bettinelli et Tiraboschi ( tous deux ex-jésuites italiens), publièrent, le premier, son Risorgimento d'Italia negli studii... (1775), et le second, son Histoire de la littérature italienne, où ils parlent avec beaucoup de prévention de la littérature espagnole. L’abbé Lampillas, voulant défendre l’honneur de son pays, fit paraître contre ces deux auteurs le Saggio storico...(Gênes, 6 volumes, de 1778 à 1781), ou Essai historique et apologétique de la littérature espagnole, en réponse aux opinions et aux préjugés de quelques écrivains modernes.
Dans ce livre, écrit d’un style aussi correct qu’élégant, Lampillas s’attache d’abord à prouver que l’Italie fut la principale cause de la décadence des sciences et des lettres, soit dans son propre sein, soit chez les autres peuples ; il attribue cette décadence au mauvais gouvernement de Rome, qui donna lieu à l’irruption des barbares du Nord. Après cette époque, il l’attribue encore à la foule d’ouvrages ascétiques ou de théologie scolastique nés en Italie, qui étouffèrent pour ainsi dire la bonne littérature, et y introduisirent le mauvais goût. Il fait voir ensuite que l’Espagne possédait des écrivains de mérite quand la plupart des autres nations de l’Europe étaient encore plongées dans la barbarie ; que les Espagnols ont écrit sur toutes les sciences et traité tous les genres de littérature, et que cette littérature a influé sur celles des autres peuples. 
L’ouvrage de l’abbé Lampillas eût un assez grand succès. Bettinelli et Tiraboschi y répondirent par deux lettres, que Lampillas réfuta victorieusement. Ces pièces furent imprimées à Rome en 1781. Charles III, roi d’Espagne, récompensa par de riches présents l’abbé Lampillas pour la manière honorable dont il avait défendu la gloire littéraire de son pays. Plusieurs autres ex-jésuites espagnols, Andrés, Eximeno, Clavigero, Hervás, Arteaga, etc., firent, par de bons et savants ouvrages, et à l’exemple de l’abbé Lampillas, revenir les Italiens de leurs préjugés contre les littérateurs espagnols, et se virent également admis parmi les membres de diverses académies savantes de l’Europe. 
L’abbé Lampillas écrivit aussi quelques poésies italiennes. Il mourut à Sestri Levante, le 2 aout 1810.